# بروجينون
بروجينون هو صيغة فموية نشطة من هرمون الاستروجين الذي طوّره أدولف بوتيناندت في شركة شيرينغ بلاو للأدوية في ألمانيا في عام 1928.  يُقال أن هذا العقار هو أول منتج لهرمون الجنس، وبالتالي يعتبر أيضًا أول منتج لهرمون الاستروجين المُتاح للاستخدام الطبي. استُخرج بروجينون في الأصل من المبيض أو المشيمة،  ولكن تحولت شركة شيرينغ بلاو لأسباب اقتصادية لاستخراجه من بول النساء في أواخر الحمل. يشبه هذا الشكل من الاستروجين منتج إيمينين، الذي قدمه جيمس كوليب من شركة آيرست وقُدم في كندا في عام 1930 (وفي الولايات المتحدة في عام 1934).
تحولت شيرينغ بلاو في نهاية المطاف إلى استخدام البول من الفئران الحوامل لمزيد من خفض تكاليف تصنيع بروغينون روّجت  لمنتجها الجديد بروجينون 2. حذت شركة آيرست حذوها، مع إدخال بريمارين (هرمون الاستروجين المستخرج من الخيول) في عام 1941. سرعان ما حل بريمارين محل إيمينين ومنذ ذلك الحين لم تعد هناك صيغة واحدة لمنتجات الاستروجين، ولكن واعتُبر واحدًا من الأدوية الموصوفة على نطاق واسع في أمريكا الشمالية.
يحتوي كل من البروجينون والإمينين على مزيج من هرمون الاستروجين القابل للذوبان في الماء، والذي تم تحديده لاحقًا ليتكون من غلوكورونيد استريول في الغالب.
يستخدم اسم بروجينون كذلك للترويج لبوتيناندت الإسترون (الذي تم عزله في عام 1929) في أول نشر له عن المادة (والذي أُشير إليه فيما بعد باسم فوليكولين، إذ لم يُعتمد اسم إسترون حتى عام 1935).  وبصرف النظر عن بروجينون وبروجينون 2، استخدم اسم بروجينون في مجموعة متنوعة من منتجات الاستروجين الأخرى التي تسوقها شركة شيرينغ بلاو، بما في ذلك بروجينون-B (استراديول بنزوات)، بروجينون-DH (استراديول، «ديهيدروكسيسترين»)، بروجينونDP (استراديول ديبروبيونات)، بروغينون- C (إثينيليستراديول)، بروجينوفا (استراديول فاليرات)، وبروجينون ديبوت(استراديول فاليرات، استراديول وندسيلات).